# Mouchão do Malagueiro Grande
O Mouchão do Malagueiro é um pequeno mouchão situado no concelho de Benavente.